# Mick Foley
Vous lisez un « bon article » labellisé en 2010.
Pour les articles homonymes, voir Foley.
Michael Francis Foley, Sr. ou, plus couramment, Mick Foley (né le 7 juin 1965 à Bloomington), est un catcheur (lutteur), acteur, commentateur sportif et écrivain américain. Il a travaillé pour de nombreuses fédérations de catch, dont la World Wrestling Entertainment (WWE, anciennement WWF), la World Championship Wrestling (WCW), la National Wrestling Alliance (NWA), l'Extreme Championship Wrestling (ECW), et la Total Nonstop Action Wrestling (TNA). Considéré par ses pairs comme l'un des plus grands catcheurs hardcore, il partage avec Terry Funk le surnom de « The Hardcore Legend ».
Tout au long de sa carrière, Foley adopte de nombreux gimmicks. Il catche tout d'abord sous sa véritable identité, puis joue le rôle de personnages aux multiples facettes — « Mankind », un psychopathe masqué ; « Cactus Jack », un hors-la-loi brutal et « Dude Love », un hippie. Il a été quatre fois champion du monde : trois fois champion de la WWF et une fois champion du monde poids lourds de la TNA. Il est le premier champion hardcore de la WWF et a été 11 fois champion du monde par équipe (huit fois champion par équipe de la WWF, deux fois champion du monde par équipe de la ECW et une fois champion du monde par équipe de la WCW).
Après son départ de la WWE en 2008, Foley travaille à la Total Nonstop Action Wrestling, où il devient le principal actionnaire de la fédération (storyline), jusqu'à son départ en 2011. En tant que catcheur, il remporte le championnat du monde poids lourds de la TNA puis le TNA Legends Championship. Il revient en 2011 à la WWE pour faire quelques apparitions sur et autour du ring.
En dehors du catch, Foley écrit des autobiographies, sélectionnées à de nombreuses reprises dans la liste des best-sellers du New York Times, ainsi que des contes pour enfants. Il est le sujet de plusieurs documentaires sur le catch professionnel, dont Beyond the Mat en 1999 et Bloodstained Memoirs en 2009.

## Enfance
Mike Foley nait à Bloomington dans l'Indiana. Peu de temps après sa naissance, sa famille déménage à Setauket, New York, où il étudie à l'école  Ward Melville High School. Il joue à la crosse et fait de la lutte,. Plus jeune il porte le surnom de « The Bloomington Bulge », et il est camarade de classe de l'acteur comique Kevin James de la série Un gars du Queens. Ils font tous deux partie de l'équipe de lutte de l'école. Il est ensuite étudiant à la State University of New York à Cortland, et c'est à cette époque qu'il fait du stop jusqu'au Madison Square Garden pour voir son catcheur favori Jimmy Snuka, affronter Don Muraco dans un Steel Cage Match,. Il avoue alors que le  Flying Body Splash du haut de la cage exécuté par Jimmy Snuka l'a persuadé de se lancer dans le catch professionnel,. Mick Foley est d'ailleurs visible sur les vidéos d'archives de la WWE.

## Carrière

### Débuts (1983-1994)
Mick Foley a été formé à l'école de catch Dominic Denucci à Freedom en Pennsylvanie où il débute en 1983,. Après plusieurs années de catch sur le circuit indépendant, Mick Foley commence à recevoir différentes offres provenant de promotions régionales dont la Universal Wrestling Federation (UWF). Il travaille sur le circuit indépendant jusqu'en 1986, où la WWF le remarque et lui fait signer un contrat, il utilise alors pseudonyme de Jack Foley (le nom de son père), où il est utilisé comme un jobber lors de ce passage. Il rejoint par la suite la Continental Wrestling Association (CWA), une fédération du Tennessee, où il adopte le nom de ring de Cactus Jack, où il devient membre de la Stud Stable. Il gagne le titre par équipe à la CWA avec son coéquipier Gary Young en 1988, et le 20 novembre, Foley quitte la CWA afin de rejoindre la World Class Championship Wrestling (WCCW), une fédération du Texas. Dans cette fédération, il gagne plusieurs titres dont le titre des poids moyens, ainsi que le titre par équipe. Il quitte la WCCW en perdant son dernier match face à Eric Embry en seulement 9 secondes. Puis, il catche brièvement à la Alabama's Continental Wrestling Federation avant de combattre à la World Championship Wrestling. C'est lors de cette période qu'il perd deux de ses dents de devant dans un accident de voiture, signe distinctif qui fait également partie de la notoriété de son style.
Juste après sa courte entente avec la World Championship Wrestling, Mick Foley signe à la Herb Abrams's Universal Wrestling Federation,. Dans celle-ci, il fait équipe avec Bob Orton et ils ont des rivalités avec Don Muraco, Sunny Beach et Brian Blair. Il catche par la suite à la Tri-States Wrestling, une branche de la Extreme Championship Wrestling, où il découvre son style de prédilection, le « catch hardcore », qui lui permet de se faire repérer un soir de 1991 dans un show de la Tri-States Wrestling, où lui et Eddie Gilbert combattent dans trois matchs dans la même soirée. Mick Foley gagne un Falls Count Anywhere match, perd un Stretcher Match, puis combat dans un Steel Cage Match où il y a double disqualification. Ces matchs lui permettent de retenir l'attention de la WCW,.

### World Championship Wrestling (1991-1994)
Le 5 septembre 1991, le personnage de Cactus Jack débute à la World Championship Wrestling en tant que heel en attaquant Sting. Après une rivalité avec Van Hammer et Abdullah the Butcher, Cactus Jack affronte Sting, alors Champion de la WCW, dans un Falls Count Anywhere match sans enjeu à Beach Blast en 1992 que Sting remporte. Pendant un long moment, Mick Foley considère ce match comme son plus abouti.
Après un an et demi passé à la WCW en tant que heel, Cactus Jack effectue un face-turn en entrant en rivalité avec Harley Race et Big Van Vader et Paul Orndorff. Il affronte notamment ce dernier dans un  Falls Count Anywhere match à SuperBrawl III, où il l'emporte.
Mick Foley bat Vader le 6 avril 1993 (par décompte extérieur), et à la suite du match revanche le 23 avril prend du repos (justifié par une blessure scénaristique). Il revient la même année pour aider Davey Boy Smith, attaqué par Vader, et entame une rivalité avec ce dernier ainsi que quelques autres catcheurs managés par Harley Race, le formateur de Mick Foley. Dans l'un des matchs les plus brutaux de la WCW, Cactus Jack affronte Vader dans un Texas Death match à Halloween Havoc où Vader l'emporte.
Le 16 mars 1994 à Munich (durant une tournée européenne de la fédération), Foley a perdu une oreille pendant un match contre Vader. Il a été étranglé entre la 2e et la 3e corde et, quand il s'est libéré de la corde, son oreille s'est un peu décollée. Quand il s'est relevé, Vader lui a donné un coup qui lui a fait perdre l'oreille. L'arbitre, qui était français et ne parlait pas un mot d'anglais, a montré l'oreille au commentateur qui a appelé Ric Flair en attendant l'arrivée de l'ambulance. Plus tard dans l'année, Cactus Jack et Kevin Sullivan étaient censés remporter le Championnat du Monde par équipe de la WCW lors de l'édition 1994 de Slamboree. Foley a dû choisir entre se faire rattacher son oreille ou combattre au pay-per-view et remporter les titres ; il choisit de combattre, remportant son seul titre à la WCW. Par ailleurs, il déclara par la suite avoir été frustré que la fédération n'ait pas cherché à mettre en avant la perte de son oreille dans une storyline.
C'est lors de cette période que Mick Foley représente la WCW dans les shows de la ECW, en tant que champion par équipe. Il est réprimandé pour avoir volontairement endommagé la ceinture afin de montrer qu'il était un catcheur hardcore. Par la suite, il quitte la WCW.

### Extreme Championship Wrestling (1994-1996)
Après son départ de la WCW, Foley entre dans une fédération récemment créée, la Extreme Championship Wrestling et engage une rivalité avec Sabu. Par la suite, Mick Foley commence son travail dans la division par équipe de la ECW où il fait équipe avec Terry Funk, Mikey Whipwreck, et Kevin Sullivan. Il obtient deux fois le Championnat du Monde par équipe de la ECW avec Whipwreck.
À la fin de l'année 1994, Foley rejoint la Smoky Mountain Wrestling avec le personnage de Cactus Jack, causant à Boo Bradley la perte de son titre de ECW World Television Champion. Il fait équipe avec Brian Lee et a une rivalité avec Bradley et Chris Candido. Après cette rivalité, il quitte la SMW.
En 1995, Foley se rend au Japon afin de catcher à la International Wrestling Association of Japan, où il engage une rivalité avec Terry Funk et Shoji Nakamaki. Par la suite, il retourne à la ECW afin de rivaliser avec The Sandman. Terry Funk fait alors équipe avec le Sandman, amenant ainsi des moments violents, par exemple lorsque Funk et le Sandman frappent 46 fois Cactus Jack avec une canne Singapore. Terry Funk est battu par Cactus Jack lors de Hostile City Showdown 1995. Plus tard, Mick Foley va se battre contre le Sandman dans un match pour le titre ECW, et pendant le match, Cactus Jack assomme le Sandman, l'arbitre le déclare inapte à se battre et Mick Foley est déclaré vainqueur. L'arbitre de la rencontre Bill Alfonso déclare cependant que le titre ne peut pas être gagné par KO.
Foley retourne à l'International Wrestling Association of Japan, et il engage une rivalité avec Leatherface qu'il a d'ailleurs trahi lors d'un match par équipe. Mick continue de catcher sur le circuit indépendant sur lequel il gagne des titres, entre autres, ceux de la Ozark Mountain Wrestling et de la Steel City circuits.
Le 20 août 1995, l'International Wrestling Association of Japan organise un King of The Death Match Tournament (ce tournoi désigne ainsi le roi des Death Match). Cactus Jack avance dans le tournoi en battant au premier tour Terry Gordy, au second tour Shoji Nakamaki, et lors de la finale, il rencontre Terry Funk dans un Barbed Wire Match extrêmement violent où les deux hommes sont gravement blessés par les barbelés. Ce soir-là, Mick Foley, alias Cactus Jack remporte le titre de King of The Death Match qui ne fait qu'accroître sa notoriété. Il avoue plus tard qu'il n'avait empoché que 300 dollars pour cette seule nuit. Après le tournoi, il fait équipe avec Tracy Smothers avec qui il remporte brièvement les titres par équipe de la IWA.
Foley retourne à la ECW afin de faire équipe avec Tommy Dreamer. Il commence une gimmick revisitée, se déclare contre le catch hardcore et renonce à son statut d'icône du catch hardcore. Il fait alors un heel turn quand il trahit Dreamer lors d'un match par équipe en août 1995, rejoignant par la même occasion le clan de Raven. Le 28 août, il défait 911, le catcheur encore invaincu. Durant sa gimmick heel, Foley commence à promouvoir la WWF et la WCW lors des shows de la ECW, ce qui fait enrager les fans. Cela crée une polémique au sein des fans qui se sentent trahis par Foley, et, lorsqu'il quitte la ECW, il veut dire au revoir aux fans avec sincérité, mais est reçu à chaque fois avec des chants scandant : « You're sold out » (« Tu es un vendu »).
Le dernier match de Mick Foley à la ECW est contre Mikey Whipwreck en avril 1996. Les fans, sachant que c'est son dernier match et comprenant que cela fait partie de sa gimmick, l'encouragent alors pour ce dernier match. Ils chantent par exemple « Please don't go ! » (« Ne t'en vas pas, s'il te plaît ! »). Le show se termine sur une danse entre Mick Foley, Stevie Richards et The Blue Meanie pour sa dernière apparition à la ECW. Certaines sources prétendent que ce moment est le préféré de sa carrière,.

### World Wrestling Federation/Entertainment (1996-2008)

#### Diverses rivalités (1996-1998)
Ancien employé de la WCW, Mick Foley est réapparu pour la première fois à la World Wrestling Federation, avec le personnage de « Mankind », un psychopathe portant un masque en cuir sur le visage et vivant dans les salles des machines (« boiler » en anglais, d'où les Boiler Room Brawl). Mankind débute le lendemain de Wrestlemania XII et il bascule rapidement vers une rivalité contre The Undertaker. La rivalité se poursuit jusqu'au King of the Ring, où Mankind fait ses débuts en pay-per-view à la WWF. Durant le match, le manager de l'Undertaker, Paul Bearer, frappe accidentellement l'Undertaker avec l'urne, ce qui permet à Mankind de porter son Mandible Claw pour la victoire finale. Les deux catcheurs commencent alors à interférer chacun dans les matchs de l'autre jusqu'à ce que soit programmé le premier Boiler Room Brawl de l'histoire, le but étant de sortir de la salle des machines pour revenir sur le ring et prendre l'urne de l'Undertaker. Ce dernier est sur le point de gagner mais c'est alors que Paul Bearer refuse de lui donner l'urne, permettant à Mankind de remporter le titre, ce qui a pour effet de mettre un terme à la relation entre Paul Bearer et l'Undertaker, pour un temps. Paul Bearer est alors le manager de Mankind, ce dernier le surnommant « Oncle Paul ».
Mankind est nommé par la suite challengeur numéro 1 au titre WWF, qui était alors possédé par Shawn Michaels ; leur affrontement a lieu à In Your House: Mind Games. Michaels remporte le match par disqualification grâce aux interventions de Vader et de l'Undertaker. Pendant plusieurs années, Foley considère que c'est le meilleur match qu'il ait jamais fait, en effet à cette époque son poids posait problème, il s'était alors entraîné sérieusement pour revenir au mieux.
La rivalité Mankind / Undertaker continue lors du tout premier Buried Alive match de l'histoire à In Your House: Buried Alive. L'Undertaker l'emporte mais Paul Bearer, fait venir « The Executioner » (alias « Terry Gordy »), Mankind et plusieurs autres personnages heel attaquent l'Undertaker, qu'ils finissent par enterrer. Après quoi, il défie Mankind dans un match à Survivor Series 1996, match qu'il remporte. La rivalité continue avec un match de plus à In Your House: Revenge of the Taker pour le titre de la WWF, que l'Undertaker a au préalable remporté à WrestleMania 13. L'Undertaker remporte le match et Bearer disparait des écrans un moment, ce qui met fin à la rivalité qu'entretient Mankind contre l'Undertaker.
Stone Cold Steve Austin et Shawn Michaels remportent les ceintures par équipe de la WWF contre Owen Hart et The British Bulldog, mais Michaels se blesse. Mankind tente de le remplacer, mais Austin est réticent et refuse son aide, allant même jusqu'à affronter Owen Hart et le British Bulldog seul la semaine suivante. Mick Foley commence alors un nouveau personnage connu sous le nom de « Dude Love », qui apparaît afin d'aider Austin à remporter le match et devenir avec lui les nouveaux champions par équipe de la WWF. Ils sont obligés de rendre les ceintures par équipe à la suite de la grave blessure d'Austin à la nuque pendant son match face à Owen Hart à SummerSlam 1997.
Dude Love commence une rivalité avec Hunter Hearst Helmsley, qu'il défie dans un Falls Count Anywhere match. Cela amène à un moment assez comique avant le match : Mankind et Dude Love discutent pour savoir qui va combattre dans le match. Ils décident que ce sera Cactus Jack qui va combattre, permettant ainsi à son ancien personnage de faire ses débuts à la WWF. Cactus Jack l'emporte avec un Piledriver à travers une table. Très peu de temps après le match, le catcheur de la ECW, Terry Funk, rejoint la WWF sous le pseudonyme de « Chainsaw Charlie ». Lui et Cactus Jack remportent un match contre la New Age Outlaws à WrestleMania XIV dans un Dumpster match pour remporter les titres par équipe de la WWF. La nuit suivante, Vince McMahon leur retire le titre et organise un match revanche contre la New Age Outlaws dans un Steel Cage Match, lequel est remporté par le clan Outlaws qui est aidé par leurs nouveaux alliés, la D-Generation X.
Le 6 avril 1998, Foley tourne heel quand Cactus Jack explique aux fans qu'ils ne veulent plus le voir car ils ne l'apprécient pas, et qu'ils n'ont d'yeux que pour Stone Cold Steve Austin. Vince McMahon explique à Austin la semaine suivante qu'il a un adversaire mystère pour lui à Unforgiven. Cet adversaire est en fait Dude Love, qui remporte le match par disqualification, signifiant qu'Austin garde le titre. Vince McMahon donne une seconde chance à Foley, mais pour cela il va devoir affronter son compère, Terry Funk, pour désigner le nouveau challenger numéro 1. Le match est le premier Hardcore Match à la WWF et également la première fois que Mick Foley catche sous son vrai nom. Foley l'emporte et devient alors le challenger numéro 1 au titre d'Austin. À In Your House : Over the Edge, Dude Love défie Austin pour son titre, et Vince McMahon désigne Gerald Brisco et Pat Patterson comme ses subordonnés, respectivement en tant qu'annonceur du ring et assistant, et il se désigne lui-même arbitre spécial du match. Durant le match, l'Undertaker vient aux abords du ring, ce qui coûte la victoire à Dude Love. Vince McMahon renvoie Dude Love lors de l'édition de RAW le 1er juin 1998.
C'est le lendemain de cet épisode que Mankind commence une nouvelle rivalité avec l'Undertaker, qui les amène au 3e Hell in a Cell de l'histoire, au King of the Ring 1998.

#### WWF Champion et retraite (1998-2000)

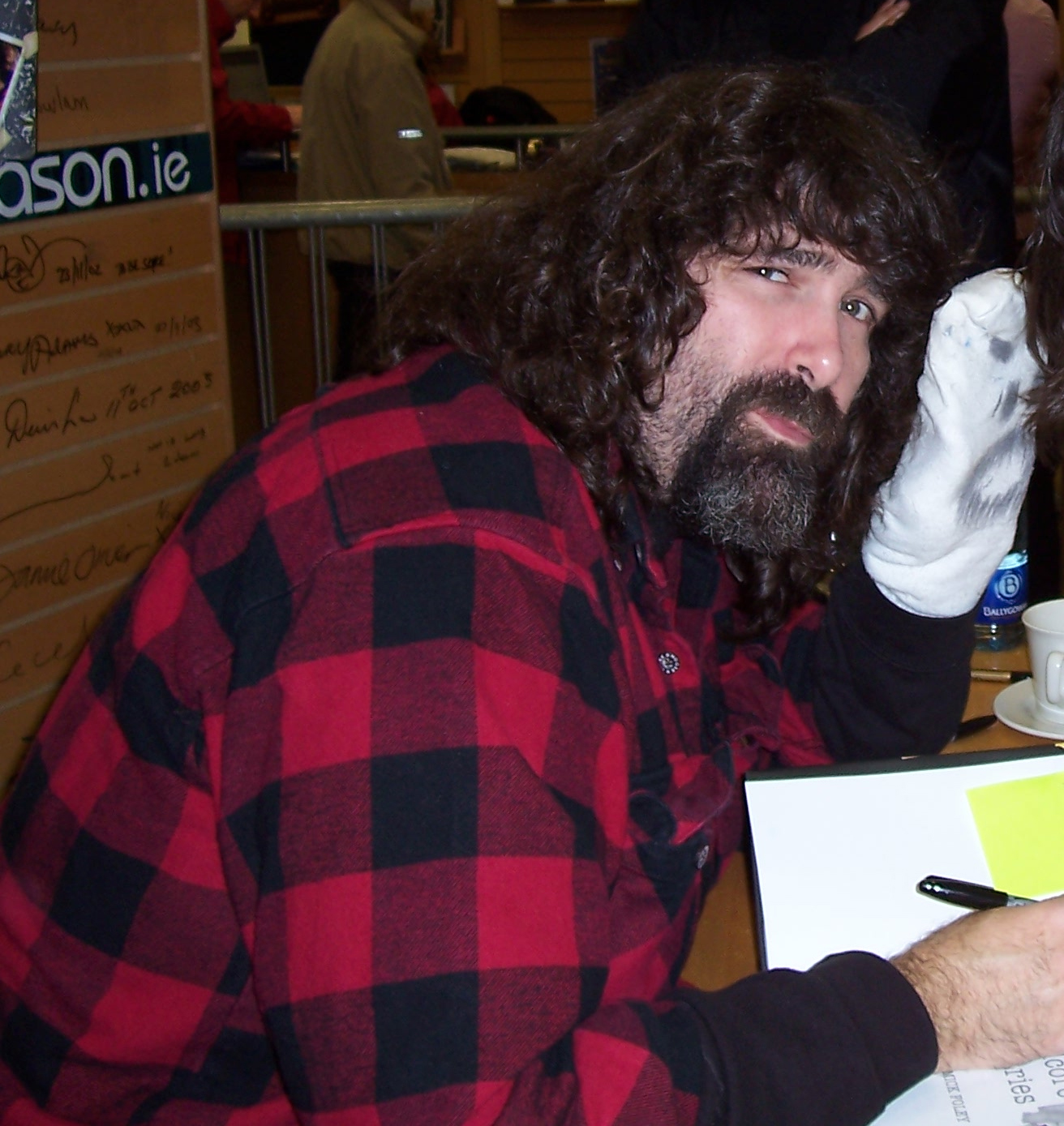
Foley avec Mr. Socko.

Puis il forme une équipe avec Kane qui remportera les World Tag Team Championship et en même temps, Mankind crée un personnage nommé « Mr. Socko » qui l'aide à porter le Mandible Claw, mais on voit aussi son ascension dans les main events grâce au Hell in a Cell match. Vince McMahon manipule Mankind, ce dernier voit en M. McMahon une figure paternelle. Puis, le président de la WWF crée pour lui le Hardcore Championship, faisant ainsi de Mankind le premier champion Hardcore de la fédération. Mankind reçoit un push pour devenir le challenger au titre de la WWF à Survivor Series, Vince McMahon manipule l'organisation du tournoi afin que Mankind gagne. Mais M. McMahon se retourne contre Mankind et fait sonner la cloche lorsque The Rock place Mankind pour lui porter le Sharpshooter, alors que Mankind n'a pas abandonné (référence au Montreal Screwjob d'il y a plusieurs années). Le résultat du pay-per-view aidant, Mankind devient un favori de la foule, alors que The Rock devient heel, devenant ainsi le nouveau joyau de la Corporation du président.
Après des semaines durant lesquelles Mankind tente de mettre la main sur la nouvelle équipe de Mc Mahon (la « Corporation »), il reçoit une chance pour la ceinture WWF contre The Rock à In Your House : Rock Bottom. Mankind met une chaussette dans la bouche du Rock afin qu'il abandonne, ce dernier s'évanouit mais Vince McMahon déclare que le titre ne changera pas de mains du fait que The Rock n'a pas abandonné. L'une des plus grandes soirées pour Mankind est le soir du 29 décembre 1998 où Mankind arrive à défaire The Rock pour décrocher son 1er WWF Championship. Cet évènement est un tournant dans les Monday Night Wars : en effet, plus de 600 000 téléspectateurs changent de chaîne pour voir RAW et Mankind remporter le WWF Championship, car beaucoup d'entre eux veulent voir un changement garanti de titre et surtout le succès du très populaire Foley (voir Monday Night Wars). La phrase célèbre de Tony Schiavone : « That'll put a lot of butts in the seats » (« Ça va mettre pas mal de derrières sur nos sièges ») qui est ironique, est reprise par les fans, qui mettent sur leurs pancartes : « Mick Foley put my butt in this seat » (« Mick Foley a mis mon derrière sur ce siège »).
Mankind perd son titre WWF contre The Rock dans un I Quit match au Royal Rumble 1999. Durant le match, Mick Foley se fait menotter et reçoit plusieurs coups violents, ainsi que onze coups de chaise. Le match se termine lorsque Mankind perd conscience et que les alliés du Rock lancent une vidéo montrant Mankind dire « I Quit », tirée d'une ancienne interview. Le match est élu Match of the year 1999 (Match de l'année 1999) selon le Pro Wrestling Illustrated. Foley regagne le titre le 31 janvier 1999 durant la mi-temps du Super Bowl XXXIII, dans le tout premier Empty Arena Match de l'histoire de la WWF. The Rock et Mankind se rencontrent de nouveau à St. Valentine's Day Massacre dans un Last Man Standing match, qui se termine sans aucun vainqueur. Mankind garde alors le titre. La nuit suivante, lors de RAW, Vince McMahon annonce un Ladder match pour le titre entre Mankind et The Rock, et ce dernier le remporte avec l'aide du Big Show.
Plus tard, dans le courant de l'année 1999, Foley et The Rock deviennent amis et font équipe dans une coalition nommée Rock 'n' Sock Connection, devenant l'une des équipes les plus populaires de tous les temps. La paire gagne trois fois les titres par équipe et participe au segment qui a le plus haut rating de toute l'histoire de la WWF. Il est nommé « This Is Your Life » et dure 25 minutes ; il reçoit un rating de 8.4.
Foley revient après sa blessure au genou avec Mankind pour gagner son 3e et dernier titre de WWF Championship à SummerSlam 1999 dans un Triple Threat match contre Stone Cold Steve Austin et Triple H. Certains prétendent que la victoire de Mick Foley tient du fait qu'Austin ne veut pas perdre le titre face à Triple H. Foley déclare qu'il fut inclus dans le match afin de ne pas aggraver la blessure au genou d'Austin, un Triple Threat Match a rendu le match plus crédible et moins fatigant pour Steve Austin. La nuit suivante à RAW, Mankind perd le WWF Championship face à Triple H.
Une rivalité majeure est développée entre Mankind et la famille McMahon/Helmsley, menée par Triple H, et qui permet à Mick Foley de reprendre son personnage de Cactus Jack, abandonnant celui de Mankind. Il défie par la même occasion Triple H pour le WWF Championship au Royal Rumble 2000 dans un Street Fight match. Il utilise des fils barbelés, des punaises (sa marque de fabrique durant son époque pré-WWF), mais Triple H remporte le match après lui avoir asséné deux Pedigrees, le second ayant été effectué sur des punaises. Cette rivalité culmine lors de No Way Out 2000 dans un Hell in a Cell match où la stipulation était que si Cactus Jack perd, Mick Foley doit se retirer du catch. Triple H gagne, gardant son titre par la même occasion. Il fait tomber Mick Foley à travers la cage et s'écrase à travers le ring, ce qui met fin à la carrière de Mick Foley. Pas pour longtemps, puisque Mick Foley revient à la suite d'une requête de Linda McMahon qui le fait combattre dans le combat de championnat de WrestleMania 2000 contre Triple H, The Rock, et The Big Show. Triple H l'emporte et Foley ne luttera pas pendant quatre années.

#### Commissionnaire (2000-2001)
Après s'être retiré de la compétition, Foley sert dans une storyline où il joue le rôle de commissionnaire (avant les General Manager, il y avait le commissionnaire, qui occupait alors les mêmes fonctions qu'un General Manager de nos jours mais qui n'était pas forcément fixe), cette fois sous son vrai nom. Durant cette période, il engage des rivalités avec Kurt Angle, Edge et Christian, et même Vince McMahon, mais sans pour autant catcher directement contre eux. Il quitte son rôle en décembre 2000 quand Vince McMahon le renvoie pour les besoins de la kayfabe.
Il fait son retour surprise au Monday Night RAW juste avant WrestleMania X-Seven et annonce qu'il serait l'arbitre spécial du match M. McMahon contre son fils Shane à WrestleMania. Après WrestleMania, Foley fait des apparitions périodiques à la WWF devant les caméras. Il joue, entre autres, le rôle d'arbitre dans le match opposant l'arbitre Earl Hebner contre Nick Patrick dans le match « arbitre contre arbitre » lors de WWF Invasion.
Par la suite, Foley reprend son poste de commissionnaire en octobre 2001, peu avant la fin de l'angle de l’Invasion. Mais après le pay-per-view Survivor Series, il abandonne le poste de commissionnaire à la demande de Vince McMahon, et il quitte la compagnie temporairement.

#### Apparitions occasionnelles, arbitre, commentateur et départ (2003-2008)
Foley fait son retour devant les caméras au mois de juin 2003 pour arbitrer le match Hell in a Cell, entre Triple H et Kevin Nash à Bad Blood. Le 23 juin, durant le RAW qui se déroule alors au Madison Square Garden, il est honoré pour toute sa carrière de catcheur, et cela en présentant le retrait de la ceinture du WWE Hardcore Championship. La soirée se termine avec Foley qui se fait passer à tabac par Randy Orton et Ric Flair. En décembre 2003, Foley remplace Stone Cold Steve Austin au poste de co-general manager de RAW. Fatigué par ses voyages incessants, il quitte ses fonctions à plein temps pour se consacrer à l'écriture et à sa famille.
En 2004, Mick Foley retourne brièvement au catch ; il participa alors au Royal Rumble où il élimine Randy Orton avec une corde à linge suicidaire, qui le fait chuter lui aussi, signifiant ainsi son élimination. Mick Foley et Dwayne Johnson reforment la Rock 'n' Sock Connection mais perdent un match handicap contre l’Evolution à WrestleMania XX. Orton assène un RKO à Foley pour la victoire finale. Ce match est le dernier de The Rock à la WWE. Mick Foley continue sa rivalité avec Orton, pour arriver à terme lors d'un Hardcore Match pour l'Intercontinental Championship à Backlash. Orton remporte le match et garde son titre en battant Foley, qui a repris le personnage de Cactus Jack, avec un RKO sur une batte de baseball entourée de barbelés. Plus tard dans l'année, il fait une apparition, d'une seule soirée, à HUSTLE, la fédération de catch japonaise. Il est challenger au AJPW Triple Crown Heavyweight Championship face à Toshiaki Kawada, le champion en titre, qui remporte toutefois cette confrontation.
Mick Foley débute en tant que commentateur au pay-per-view ECW One Night Stand qui a lieu le 12 juin 2005, renouvelant par la même occasion son contrat avec la WWE. Foley retourne sur les rings en 2005 dans un match où le public doit décider quelle personnalité de Foley (Mankind, Dude Love ou Cactus Jack) va devoir combattre Carlito à Taboo Tuesday. Le choix du public se porte sur Mankind, qui remporte le match.
Le 16 février 2006 à RAW, il revient arbitrer le match entre Edge et John Cena pour le WWE Championship. Après la victoire de Cena, Edge attaque Foley, et la semaine suivante, Edge défie Mick Foley dans un match à WrestleMania 22. L'affrontement a lieu et Edge l'emporte, après avoir fait passer Foley à travers une table en feu. Dans les semaines après le match, Foley devient heel et s'allie lui-même avec Edge pour affronter la toute nouvelle ECW. C'est son premier heel turn à la WWE depuis sa rivalité avec Stone Cold Steve Austin en 1998 sous le personnage de Dude Love. À ECW One Night Stand, Foley, Edge et Lita défont Terry Funk, Tommy Dreamer et Beulah McGillicutty.
Foley engage par la suite une nouvelle rivalité contre Ric Flair, basée sur l'animosité réelle entre eux deux. Dans Have a nice day, Foley a en effet écrit des choses assez négatives sur Ric Flair, et, en réponse, Flair explique dans son autobiographie que Foley a grimpé les échelons de la WWF à cause de son amitié avec les scénaristes. Les deux ont une confrontation en coulisses à RAW en 2003, mais Foley déclare que les deux catcheurs se sont réconciliés. Un affrontement est programmé pour Vengeance 2006, un Two Out of Three Falls match. Flair remporte deux manches et gagne ainsi l'affrontement. Flair saigne à la suite d'un coup de batte entourée de barbelés.
Ric Flair et Mick Foley catchent de nouveau dans un I Quit match à Summerslam, en 2006. Flair l'emporte et force Foley à abandonner quand il menace de frapper Melina avec une batte entourée de barbelés. Le 21 août lors de RAW, Foley embrasse les fesses de Vince McMahon pour devenir membre du Kiss My Ass Club après qu'il a menacé de renvoyer Melina. Peu après ça, Melina trahit Foley et lui annonce qu'il est renvoyé.
Sept mois plus tard, Foley fait son retour à RAW le 5 mars 2007, où le président McMahon lui redonne son emploi. Le 9 avril, Foley aide la fondation Make-A-Wish avec une contribution financière et aide un jeune garçon nommé Michael Pena à devenir General Manager d'une nuit à RAW
Foley insulte McMahon puis se déclare challenger numéro 1 au WWE Championship. Durant le RAW avant Vengeance, Foley attaque Umaga avant le match, et ce dernier ne peut le commencer. Lors de Vengeance, il catche dans le WWE Championship Challenge match comportant le champion de la WWE John Cena, Randy Orton, King Booker et Bobby Lashley. Cena garde le titre en faisant le tombé sur Foley pour remporter la victoire. Un mois plus tard, Mick Foley arbitre un match entre Jonathan Coachman et Hornswoggle dans le cadre de la storyline sur le fils illégitime de M. McMahon, Hornswoggle. Hornswoggle remporte le match, et Foley lui donne un M. Socko miniature. Foley fait son apparition la même semaine à SmackDown, où il remporte une victoire sur Coachman avec pour arbitre spécial, Hornswoggle. Le 7 janvier 2008, durant l'épisode de RAW, Foley et son partenaire Hornswoggle, se qualifient pour le Royal Rumble en battant l'équipe des Highlanders. Au Royal Rumble, Mick Foley est éliminé par Triple H.
Mick Foley débute alors en tant que commentateur de SmackDown avec Michael Cole lors de Backlash 2008, remplaçant ainsi Jonathan Coachman. Lors de l'édition de SmackDown du 1er août, Foley est attaqué par Edge durant la promotion d'Edge pour son match contre The Undertaker à Summerslam. Il lui a en effet demandé des conseils pour vaincre l'Undertaker. Foley se moque de lui et refuse de l'aider. Edge l'attaque donc et se jette sur lui, chaise à la main, depuis le haut d'une échelle. Il se repose le 8 août pour récupérer de ses blessures. Tazz remplace Foley ce soir-là à SmackDown, alors que Matt Striker remplace Tazz à la ECW. Considérant que le travail de commentateur n'est pas pour lui, Mick Foley ne signe pas de nouvelle entente ; il quitte alors la fédération à l'expiration de son contrat, soit le 1er septembre 2008.

### Total Nonstop Action Wrestling (2008-2011)

#### World Heavyweight Champion (2008-2009)
Le 3 septembre 2008, l'agence de Foley, Gillespie Talent, déclare que Foley a signé un contrat à court terme avec la Total Nonstop Action Wrestling (TNA). Il fait ses débuts à la TNA le 5 septembre lors d'un house show de la TNA en faisant un petit discours dans lequel il exprime son amour pour le catch, lequel est, selon lui, dévalorisé par la WWE. Le site officiel de la TNA affiche une image comprenant un smiley souriant avec une variation de la phrase fétiche de Foley : « Have a nice day ! » (par la suite, avant No Surrender, elle devient : « Have a nice Sunday ! »).

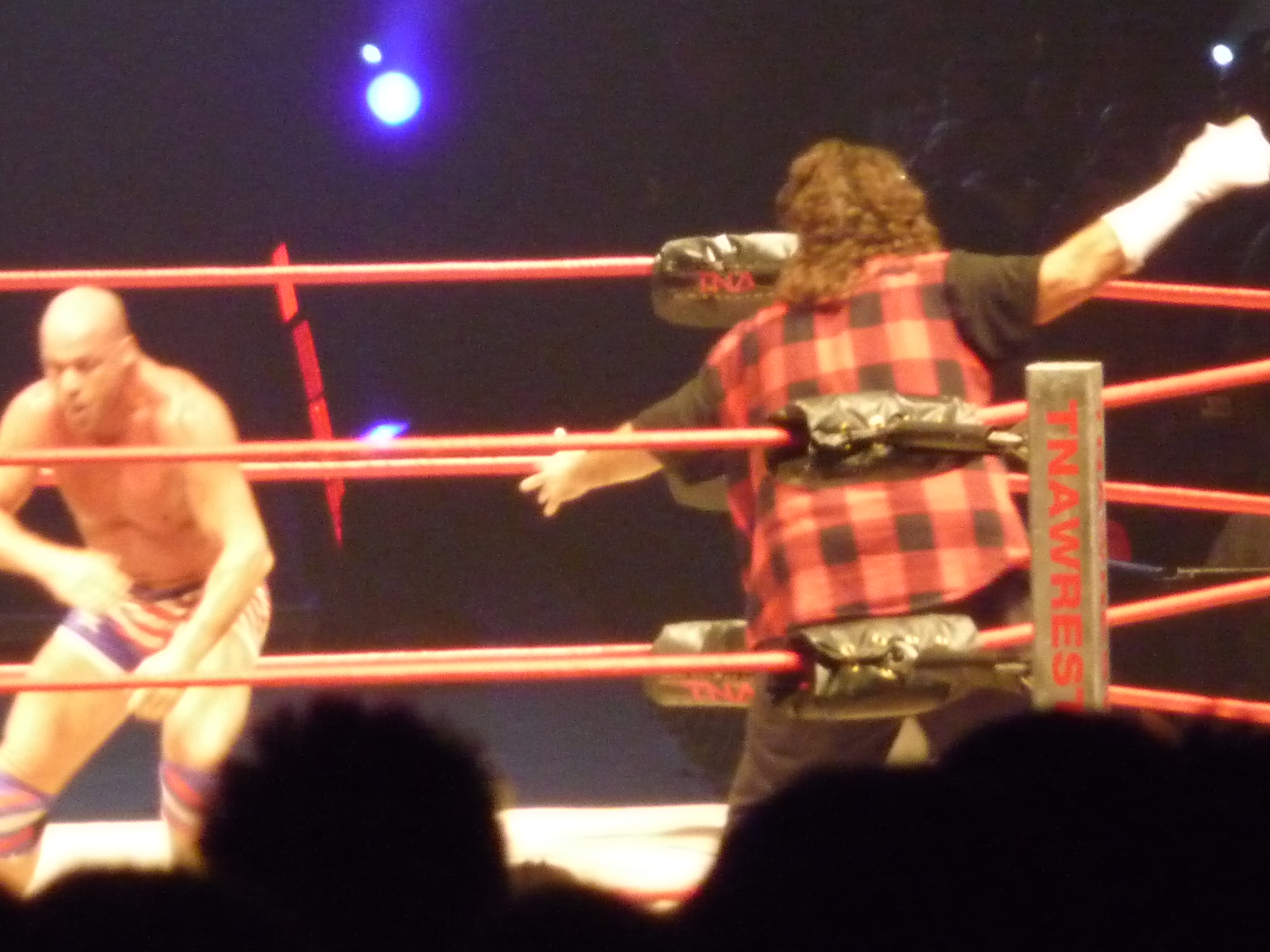
Mick Foley à la TNA, lors d'un match contre Kurt Angle.

Le 18 septembre 2008, lors de l'édition d’Impact!, Foley fait sa première apparition télévisée à la TNA, après que Jeff Jarrett a introduit Foley sur l'écran géant. Deux semaines plus tard, Foley apparait à l'écran durant une promotion commentant le personnel de la WWE, Vince McMahon et Kurt Angle. À Bound for Glory IV, il est le spécial enforcer pour le match entre Jeff Jarrett et Kurt Angle. Plus tard, à Impact! toujours, Foley dit au revoir aux fans, mais il est approché par la suite par Jeff Jarrett qui lui fait une nouvelle offre. Il déclare qu'ils ont trouvé un terrain d'entente concernant les termes du contrat et qu'il fera une grande annonce la semaine suivante. Le 23 octobre, lors de l'épisode d’Impact!, Foley annonce qu'il est devenu copropriétaire de la TNA. Juste après cela, Kurt Angle lui assène un coup de tête.
Le 27 novembre, lors du jour de Thanksgiving, la TNA présente le Turkey Bowl. Alex Shelley est battu par Rhino, après quoi Shelley enfile un costume de dinde comme le stipulaient les règles, bien qu'il ait refusé plusieurs fois de le faire. De plus, Shelley fait un doigt d'honneur à Foley et s'avance pour le frapper. Durant l'après-match, Mick Foley avoue que Shelley est chanceux d'avoir toujours son travail. La Main Event Mafia regroupant Kevin Nash, Booker T, et Scott Steiner affrontent Brother Devon, A.J. Styles (la Front Line), et Mick Foley pour ses débuts sur le ring de la TNA à Genesis 2009. Nash est malade durant cette période, alors il est remplacé par Cute Kip et le match a lieu. Foley et son équipe l'emportent.
Le 19 avril 2009, à Lockdown, il défait Sting pour remporter le TNA World Heavyweight Championship, son premier titre à la TNA, et le quatrième titre mondial de sa carrière. Foley devient alors heel et Sting, de son côté, devient le nouveau leader de la Main Event Mafia après avoir battu Kurt Angle à Sacrifice. Foley pourra rester présent à Impact! seulement s'il garde son titre lors du King of the Mountain match à Slammiversary. Il devra alors remettre le titre en jeu seulement une fois par an. Mais Mick Foley perd le titre au profit de Kurt Angle dans le King of the Mountain Match. Il reçoit alors un match revanche à Victory Road, remarquant qu'il n'a abandonné qu'une seule fois dans sa carrière (contre Terry Funk sur un Spinning Toe Hold) et admet qu'il n'abandonnera plus jamais. Il perd le match quand Angle le force à abandonner, pour la seconde fois de sa carrière, grâce au Ankle Lock.

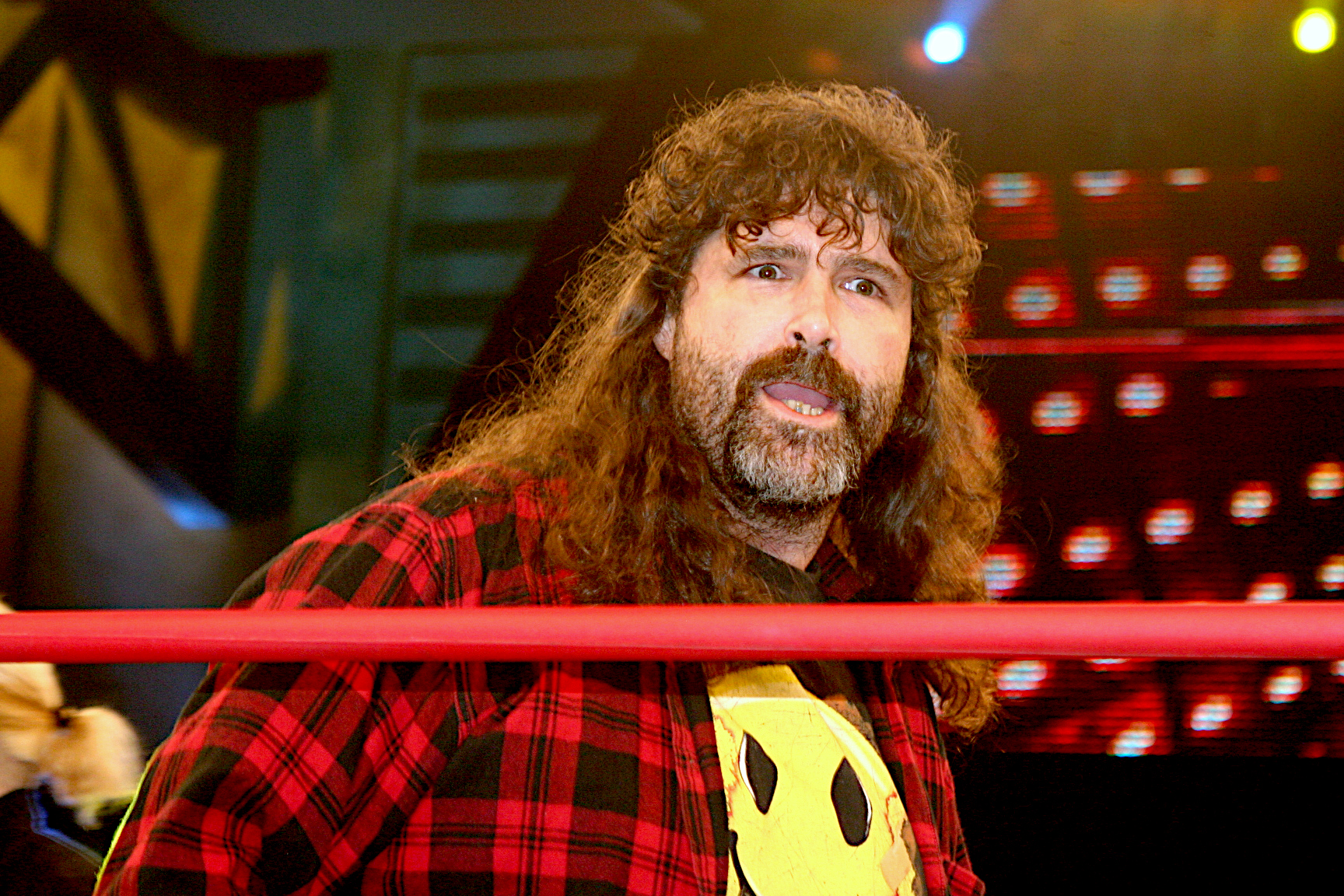
Mick Foley à Impact!, le 27 juillet 2010.

Le 30 juillet 2009, lors du 200e épisode d’Impact!, Foley remporte le TNA Legends Championship en faisant le tombé sur Kevin Nash dans un match par équipe où Nash fait équipe avec Kurt Angle, Foley fait équipe avec Bobby Lashley. Et à Hard Justice, Foley perd contre Kevin Nash, mais il garde le titre grâce à l'intervention de Traci Brooks.

#### Rivalité avec Abyss et Eric Bischoff (2009-2010)
Le 27 septembre 2009, lors d’Impact!, Foley tourne heel à nouveau quand il attaque Abyss durant, et après, un match de championnat par équipe de la TNA entre Booker T et Scott Steiner. Abyss défie Foley par la suite dans un Monster's Ball match, défi que Foley accepte de relever. Lors de Bound for Glory 2009, Abyss défait Foley. Deux semaines plus tard, Foley tourne face après s'être retourné contre Dr Stevie et avoir sauvé Abyss de ce dernier. Le 12 novembre, à Impact!, Raven retourne à la TNA et sauve l'avenir de Dr Stevie en coûtant un match à Abyss et en ayant lancé une boule de feu dans le visage de Foley.
Après ça, Foley détourne son attention d'Abyss et du Dr Stevie pour se concentrer sur l'arrivée imminente de Hulk Hogan à la TNA, se montrant paranoïaque au sujet de la prise de pouvoir d'Hogan. Le 3 décembre, à Impact!, Foley programme un Handicap match à Kurt Angle, après que celui-ci a refusé de lui donner des informations sur un sujet l'intéressant, à savoir qui Hogan prendra-t-il à la TNA. À Final Resolution, Abyss et Foley défont Dr Stevie et Raven dans un Foley's Funhouse tag team match. Le 4 janvier 2010, la date des débuts de Hulk Hogan à la TNA, Foley se fait attaquer par Kevin Nash, Scott Hall et Sean Waltman qui sont réunis pour demander un rendez-vous avec Hogan.
Le 21 janvier lors d’Impact!, le nouveau producteur exécutif Eric Bischoff renvoie Mick Foley, après qu'il a clamé avoir été attaqué par Foley. Le 11 février, lors de l'édition d’Impact!, Bischoff et Foley discutent, comme Hogan l'a suggéré deux semaines plus tôt, et c'est ainsi que Foley entre dans le 8 Card Stud Tournament à Against All Odds. Le match est sans disqualification contre Abyss, ce dernier le gagnant et continuant son avancée dans le tournoi, au contraire de Mick Foley. Le 15 mars, à Impact!, Bischoff annonce qu'il a décidé de punir Foley en lui rasant le crâne à cause de l'aide qu'il a apporté à Jeff Jarrett dans un match handicap la semaine précédente. Dans un premier temps, Foley semble accepter sa punition, mais au dernier instant, il sort Mr Socko, la célèbre chaussette, et l'enfonce dans la gorge de Bischoff. Dès lors, il pousse Bischoff sur la chaise de barbier et il rase le crâne du producteur exécutif. Lors de l'édition suivante d’Impact!, Foley perd contre Jeff Jarrett dans un match sans disqualification, intitulé Career vs Career match, organisé par Bischoff, ce qui force Foley à quitter la TNA (kayfabe). En réalité, Foley a atteint le nombre maximum de dates d'apparition de son contrat ; il est alors obligé de quitter l'écran.

#### EV2.0 et départ (2010-2011)
Foley retourne à la TNA le 12 juillet 2010, aux enregistrements de l'édition d’Impact! du 15 juillet, menant une invasion des membres de la ECW, dont le champion des poids-lourds de la TNA Rob Van Dam, Tommy Dreamer, Raven, Stevie Richards, Brother Devon, Pat Kenney et Al Snow formant le clan de la EV 2.0,,.
La semaine suivante, la présidente de la TNA, Dixie Carter, accepte de donner aux membres de la ECW leur propre pay-per-view de réunion, soit TNA Hardcore Justice : The Last Stand, telle une célébration du catch hardcore et un adieu final à la compagnie. Lors du show, Foley arbitre le Final Showdown match entre Tommy Dreamer et Raven. Lors de l'édition finale d’Impact!, les membres de la ECW, appelés Extreme, Version 2.0 (EV 2.0) (soit les anciens ECW Originals), sont attaqués par A.J. Styles, Kazarian, Robert Roode, James Storm, Douglas Williams et Matt Morgan, soit les membres de la Ric Flair's Fourtune Stable, qui pensent que ces EV 2.0 ne doivent pas être à la TNA,. En août, il commence à écrire une rubrique chaque semaine sur le site web de la TNA. Le 7 octobre 2010, lors d’Impact!, Foley défait Ric Flair dans un Last Man Standing Match. À Bound for Glory, l'équipe EV2.0 qu'il manage bat Fourtune managé par Ric Flair. Après une absence de 2 mois, Foley revient lors de l'édition d’Impact! du 23 décembre pour confronter le clan  Immortal et le clan Fortune.
Le 5 juin 2011, Mick Foley annonce officiellement son départ de la TNA, après plus de 3 années dans la fédération.

### Retour à la World Wrestling Entertainment (2011-.....)

#### Apparitions occasionnelles (2011-2016)
En août, Foley déclare dans une interview qu'il négocie son retour à la World Wrestling Entertainment (WWE) et signale que les dates de One man show en Grande-Bretagne coïncident avec celles de la tournée de la WWE dans ce pays. En novembre, il apparaît à la WWE d'abord comme arbitre dans des spectacles non retransmis à la télévision au cours de la tournée en Grande Bretagne. Le 14 novembre à Raw, il met John Cena dans l'embarras dans un segment qui se termine par l'arrivée de The Rock qui attaque Foley. Il fait une apparition lors du pré-show de Summerslam 2015. Il fait une apparition à Wrestlemania 32 aux côtés de Stone Cold Steve Austin et Shawn Michaels en attaquant The League Of Nations.

#### Manager Général de Monday Night Raw et apparitions occasionnelles (2016-)
Le 18 juillet 2016, il est nommé General Manager de Monday Night RAW par Stephanie McMahon avec qui il est régulièrement en désaccord. Au Raw du 13 mars, il tente de la renvoyer avant d'attaquer Triple H. Il est renvoyé le 20 mars par Stephanie McMahon, dans les coulisses, il est salué par plusieurs catcheurs avant de sortir de l'arène.
Le 10 septembre 2018, il effectue un retour pour promouvoir les 20 ans du match Hell In A Cell en interrompant Elias. Il annonce que le 16 septembre 2018 il sera à Hell In A Cell pour être l'arbitre spécial du match opposant Braun Strowman et Roman Reigns pour le WWE Universal Championship. Il annonce également que la commissionnaire de Monday Night RAW Stephanie McMahon l'a autorisé à créer un match entre Elias et Finn Bálor.
Le 16 septembre 2018, il est l'arbitre spécial du match entre Braun Strowman et Roman Reigns au pay-per-view Hell In A Cell. Il se fait asperger les yeux par Paul Heyman alors qu'il tentait d'empêcher Brock Lesnar de rentrer dans la cage.

## Carrière d'écrivain

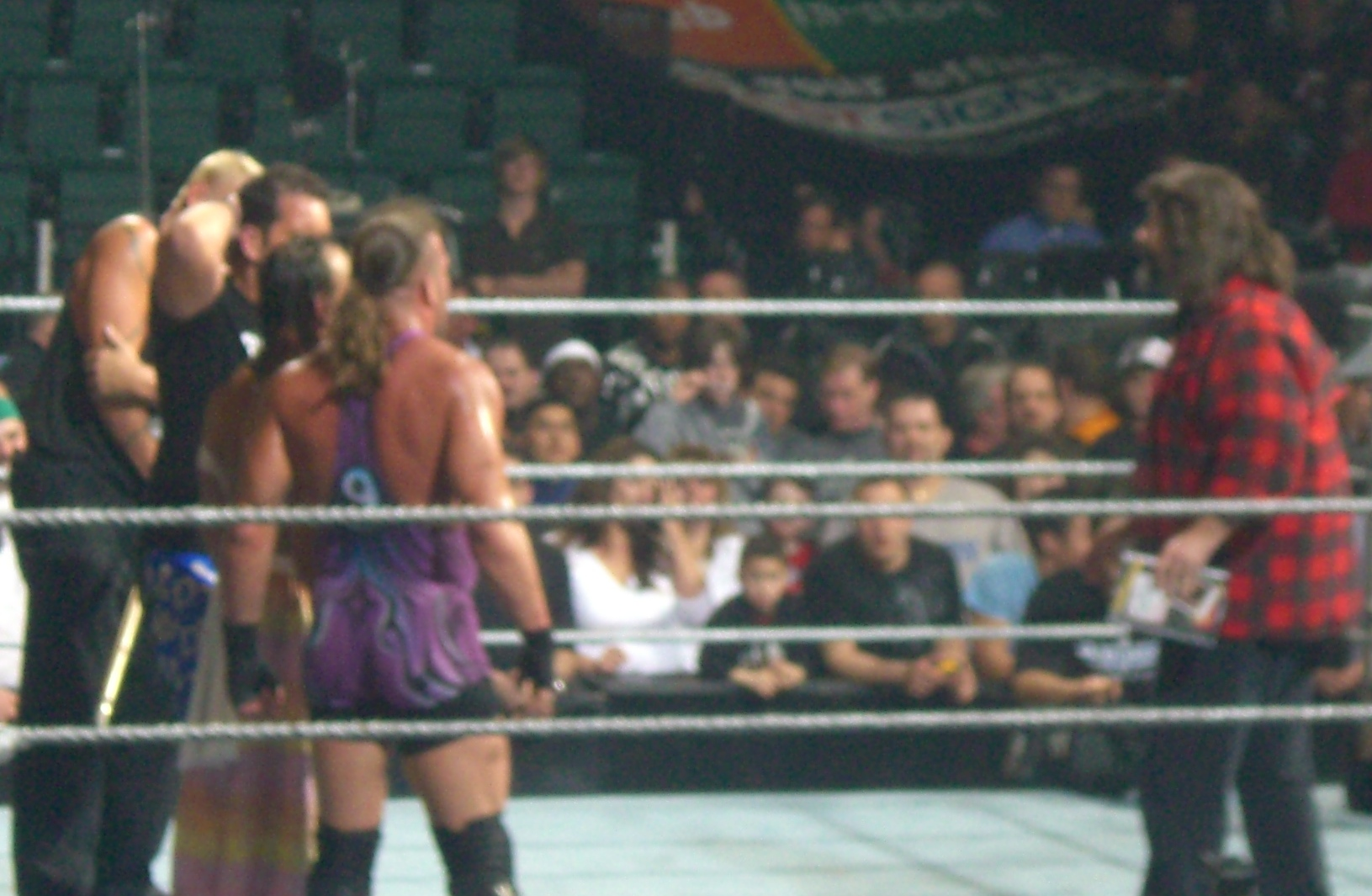
Foley (avec les ECW Originals), en train de promouvoir l'un de ses livres à la ECW.

Mick Foley écrit son autobiographie du 7 mai au 1er juillet 1999 (sans porte-plume, comme il le souligne dans l'introduction), qui fait environ 800 pages. Cet ouvrage, intitulé Have a Nice Day: A Tale of Blood and Sweatsocks, eut beaucoup de succès et resta classé livre le mieux vendu selon le New York Times pendant plusieurs semaines. L'ouvrage suivant, Foley Is Good: And the Real World Is Faker than Wrestling, est publié en 2001 et s'est lui aussi placé numéro 1 dans la liste du Times.
Foley a également écrit trois livres pour enfants : Mick Foley's Halloween Hijinx, Mick Foley's Christmas Chaos et Tales from Wrescal Lane. Il est également l'auteur de Tietam Brown, un roman destiné aux personnes plus âgées et nommé pour le prix « Choix du public WHSmith's » en 2004. Sa seconde nouvelle, Scooter, publiée en août 2005, a reçu elle aussi un accueil favorable de la critique.
Par la suite, Foley sort le troisième volet de son autobiographie, intitulé The Hardcore Diaries. Il y parle notamment des meilleurs moments de sa rivalité avec Randy Orton en 2004, son match et plus tard son alliance avec Edge, ainsi que ses relations avec Ric Flair en 2006. Comme pour ses deux précédentes autobiographies, The Hardcore Diaries a été premier de la liste des meilleures ventes du New York Times. Foley annonce qu'il travaille sur un nouveau livre nommé Countdown to Lockdown: A Hardcore Journal en cours d'année 2010, et ce dernier sort le 21 octobre 2010.

## Apparitions cinématographiques
| Année       | Titre                              | Rôle                                    | Observations                                                                  |
| ----------- | ---------------------------------- | --------------------------------------- | ----------------------------------------------------------------------------- |
| 1999        | Beyond the Mat                     | Lui-même                                | Documentaire sur le catch.                                                    |
| 1999        | Total Request Live                 | Mankind                                 | Talk-show où il était invité sous la personnalité de Mankind.                 |
| 1999        | Incorrigible Cory                  | Mankind                                 | Épisode « For Love And Apartments ».                                          |
| 1999        | G vs E                             | Lui-même                                | Épisode « Sunday Night Evil ».                                                |
| 1999        | Howard Stern television shows      |                                         | Talk-show (1 épisode).                                                        |
| 1999        | The Howard Stern Show              | Lui-même                                | Talk-show (1 épisode).                                                        |
| 1999        | The Martin Short Show              | Lui-même                                | Talk-show (1 épisode).                                                        |
| 1999        | Late Night with Conan O'Brien      | Lui-même                                | Talk-show (1 épisode).                                                        |
| 2000        | Celebrity Deathmatch.              | Mankind                                 |                                                                               |
| 2000        | Un agent très secret               | Charlie                                 | Épisode « The Eggman Cometh ».                                                |
| 2000        | Big Money Hustlas                  | Cactus Sac                              | Film comique.                                                                 |
| 2000        | Saturday Night Live                | Lui-même                                |                                                                               |
| 2001        | Robot Wars: Extreme Wars           | Lui-même                                | Apparaît en guest star dans 1 épisode.                                        |
| 2001        | Who Wants to Be a Millionaire?     | Lui-même                                | Était candidat.                                                               |
| 2001        | The Tonight Show                   | Lui-même                                |                                                                               |
| 2003        | Jimmy Kimmel Live!                 | Lui-même                                |                                                                               |
| 2006-2007   | Avatar, le dernier maître de l'air | The Bould                               |                                                                               |
| 2007        | Staten Island                      | Propriétaire du magasin                 |                                                                               |
| 2007        | Anamorph                           | Le propriétaire du magasin d'antiquités |                                                                               |
| 2009        | Squidbillies                       | Thunder Clap                            | Apparaît dans la saison 4 de l'épisode 4, « Anabolic-Holic ».                 |
| 2009        | Finding Sandler                    | Lui-même                                | Post-production.                                                              |
| 2009        | Tattoo's: A Scared History         | Lui-même                                |                                                                               |
| 2009        | Hard Knocks                        | Personnage sans nom                     |                                                                               |
| 2009        | Bloodstained Memoirs               | Lui-même                                | Documentaire sur le catch.                                                    |
| 2009 - 2010 | The Daily Show                     | Lui-même                                | Apparaît dans deux épisodes, lors du segment récurrent « Senior Ass Kicker ». |
| Depuis 2020 | The Big Show Show                  | Lui-même                                | Invités                                                                       |

## Vie privée
Mick Foley et sa femme Colette ont trois garçons et une fille : Dewey Francis (né en 1992), Michael Francis (né en 2001), Hughie (né en 2003) et Noelle Margaret (née en 1993). Foley a participé à de nombreux événements pour l'association Make-A-Wish ; il y faisait des visites surprises aux enfants dans les hôpitaux, ainsi que des visites dans les écoles et les bibliothèques. Il expliquait aux étudiants les valeurs de l'éducation et l'importance de la lecture, mais il faisait également des voyages dans les bases militaires américaines et aux hôpitaux militaires pour rendre visite aux troupes américaines en opération.
Mick Foley parraina sept enfants avec la ChildFund International (depuis renommée Christian Children's Fund), à laquelle il est affilié depuis 1992. Ces dernières années, il devint l'un des donateurs les plus généreux de cet organisme.
Mick Foley soutient le Parti démocrate. Durant les élections de 2004, Foley représenta le parti démocrate lors du débat sponsorisé par la WWE ; il fut opposé à John Bradshaw Layfield qui représentait le Parti républicain. Il fut également un contributeur de la campagne pour la présidence de Barack Obama en 2008.
Mike Foley est aussi un supporter de l'équipe de basketball universitaire de Stony Brook.

## Palmarès

### Titres
- World Championship Wrestling
  - 1 fois Champion du Monde par équipe de la WCW avec Kevin Sullivan[56]
- Total Nonstop Action Wrestling
  - Champion du Monde Poids-Lourd de la TNA (1 fois)[57]
  - Champion des Legendes de la TNA (1 fois)[58]
- World Wrestling Federation
  - 3 fois Champion de la WWF[59]
  - 1 fois Champion Hardcore de la WWF (premier)[60]
  - 8 fois Champion par équipe de la WWF
    - 1 fois avec Steve Austin
    - 1 fois avec Chainsaw Charlie
    - 2 fois avec Kane
    - 1 fois avec Al Snow
    - 3 fois avec The Rock[61]

  - Slammy Award du catcheur le plus fou de l'année en 1997[62]
  - WWE Hall Of Fame Classe 2013
- Extreme Championship Wrestling
  - 2 fois Champion du monde par équipe de la ECW avec Mikey Whipwreck[63]
- Extreme Mid–South Wrestling
  - 1 fois MSW North American Champion[64]
- Great Lakes Championship Wrestling
  - 1 fois Champion Poids-Lourds
- International Wrestling Association of Japan
  - 1 fois Champion par équipes avec Tracy Smothers[65]
  - King of the Deathmatch en 1995
- National Wrestling League
  - 1 fois Champion Poids-Lourds[66]
- Ozark Mountain Wrestling
  - 1 fois OMW North American Heavyweight Champion[67]
- Steel City Wrestling
  - 1 fois Champion par équipes avec The Blue Meanie[68]
- World Class Wrestling Association
  - 1 fois Champion par équipes de la USWA avec Scott Braddock[69]
  - 1 fois WCWA World Light Heavyweight Champion[70]
  - 2 fois Champion par équipes avec Super Zodiak II et Scott Braddock[71]
- Championship Wrestling Association
  - 1 fois Champion par équipes avec Gary Young[72]

### Récompenses de magazines
- Pro Wrestling Illustrated
  - Match de l'année en 1998 vs. The Undertaker (Hell in a Cell match au King of the Ring)[73]
  - Match de l'année en 1999 vs. The Rock ("I Quit" match au Royal Rumble)[73]
  - Catcheur le plus inspirant de l'année en 1993[74]
  - Classé 46e meilleur catcheur des "Années PWI" en 2003
  - Aux classements annuels des 500 meilleurs catcheurs de l'année :

| Année     | 1991   | 1992   | 1993   | 1994   | 1995   | 1996   | 1997   | 1998   | 1999   | 2006   | 2009   |
| Rang      | 45     | 29     | 53     | 27     | 31     | 45     | 51     | 26     | 19     | 266    | 34     |
| Référence | [ 75 ] | [ 76 ] | [ 77 ] | [ 78 ] | [ 79 ] | [ 80 ] | [ 81 ] | [ 82 ] | [ 83 ] | [ 84 ] | [ 85 ] |

- Wrestling Observer Newsletter awards
  - Meilleur bagarreur (1991 à 2000)[86]
  - Meilleur en interview (1995, 2004 et 2006)[87]
  - Rivalité de l'année (2000 vs. Triple H)[88]
  - Catcheur préféré des lecteurs (1998)[89]
  - Membre du Wrestling Observer Hall of Fame (intronisé en 2000)

## Écrits
Mémoires et autobiographies :
- Have a Nice Day: À Tale of Blood and Sweatsocks (1999), publié par ReganBooks.  (ISBN 0-06-039299-1).
- Foley Is Good: And the Real World Is Faker than Wrestling (2001), publié par ReganBooks.  (ISBN 0-06-103241-7).
- The Hardcore Diaries (2007), publié par PocketBooks.  (ISBN 1-4165-3157-2)
- Countdown to Lockdown: A Hardcore Journal (2010), publié par Grand Central Publishing.  (ISBN 0-446-56461-3).

Littérature d'enfance et de jeunesse :
- Mick Foley's Christmas Chaos (2000), par ReganBooks.  (ISBN 0-06-039414-5).
- Mick Foley's Halloween Hijinx (2001), par HarperCollins Publishers.  (ISBN 0-06-000251-4).
- Tales From Wrescal Lane (2004), par la World Wrestling Entertainment.  (ISBN 0-7434-6634-9).

Littérature pour adulte :
- Tietam Brown (2003), par Knopf.  (ISBN 0-375-41550-5).
- Scooter (2005), par Knopf.  (ISBN 1-4000-4414-6).

### Autobiographies de Mick Foley
- (en) Mick Foley, Have A Nice Day : A Tale of Blood and Sweatsocks, HarperEntertainment, 2000, 768 p. (ISBN 978-0061031014)

1. ↑  p. 11–12 et 19
2. ↑  p. 34
3. 1 2  p.33–34
4. ↑  p. 66–67 et 78
5. ↑  p. 91–93
6. ↑  p. 117
7. ↑  p. 164–166
8. ↑  p. 183
9. ↑  p. 192
10. 1 2  p. 194–195
11. ↑  p. 201
12. 1 2  p. 223
13. ↑  p. 256
14. ↑  p. 4–5
15. ↑  p. 272
16. ↑  Introduction, p. 10
17. ↑  p. 217

- (en) Mick Foley, Foley Is Good: And the Real World Is Faker than Wrestling, ReganBooks, 2001, 481 p. (ISBN 0-06-103241-7)

1. ↑  p. 226
2. ↑  p. 260

- (en) Mick Foley, The Hardcore Diaries, PocketBooks, 2007, 371 p. (ISBN 1-4165-3157-2)

1. ↑  p. 351
2. ↑  p. 272

### Autres références
- (en) Cet article est partiellement ou en totalité issu de l’article de Wikipédia en anglais intitulé « Mick Foley » (voir la liste des auteurs).

1. 1 2 3  (en) et m/mick-foley Mick Foley sur Online World of Wrestling.
2. 1 2 3 4 5  (en) « Mick Foley Biography », IGN (consulté le 20 mai 2008)
3. ↑  (en) Joel Murphy, « One on One with Mick Foley (2007) », HoboTrashcan, mars 2007 (consulté le 30 mars 2007)
4. 1 2  (en) « Foley's profile », World Wrestling Entertainment (consulté le 20 mai 2008)
5. ↑  (en) « Mick Foley à la WWF (1986) », www.gerweck.net (consulté le 18 novembre 2010)
6. 1 2 3 4  (en) John Milner, « Mick Foley Profile », SLAM! Wrestling, 18 novembre 2004 (consulté le 20 mars 2006)
7. ↑  (en) « Résultats SuperBrawl III », www.prowrestlinghistory.com (consulté le 18 novembre 2010)
8. ↑  (en) « ECW World Tag Team Title history », Wrestling-titles.com
9. ↑  Mick Foley's Greatest Hits and Misses: A Life in Wrestling DVD
10. ↑  Mick Foley, Mick Foley's Greatest Hits and Misses: A Life in Wrestling
11. ↑  (en) « Résultats de Survivor Series 1996 », wwedvdnews.com, 7 novembre 2010 (consulté le 18 novembre 2010)
12. ↑  (en) « WWWF/WWF/WWE World Tag Team Title history », Wrestling-titles.com
13. ↑  (en) Christopher Robin Zimmerman, « Slashwrestling Raw report - with ratings » (consulté le 23 janvier 2007)
14. ↑  (en) John Powell, « Mick Foley New Champion at SummerSlam! », SLAM! Wrestling, 23 août 1999 (consulté le 22 mars 2006)
15. ↑  (en) « Triple H vs. Cactus Jack - Hell in a Cell Match pour le WWE Championship », World Wrestling Entertainment (consulté le 5 août 2010)
16. ↑  (en) Blackjack Brown, « Foley's dream to come true at `WrestleMania' », Chicago Sun Times, 2 avril 2000 (consulté le 9 juin 2007)
17. ↑  (en) « Flair and Foley put on great show », Chicago Sun Times, 27 août 2006 (consulté le 11 juin 2007)
18. ↑   [vidéo][podcast] « Interview with Mick Foley (May 3, 2007) », Joel Ross and Simon Lilsboy, WrestleCast (consulté le 28 mai 2007)
19. ↑  (en) « 27/04/2008 »(Archive.org • Wikiwix • Archive.is • Google • Que faire ?) (consulté le 24 mars 2013)
20. ↑  (en) « 07/09/2007 »(Archive.org • Wikiwix • Archive.is • Google • Que faire ?) (consulté le 24 mars 2013)
21. ↑  (en) Daniel Wilkenfeld, « Wilkenfeld's TNA impact report 10/8: Ongoing "virtual time" coverage of Spike TV broadcast », PWTorch, 8 octobre 2009 (consulté le 11 octobre 2009)
22. ↑  (en) James Caldwell, « Caldwell's TNA bound for glory ppv report 10/18: Ongoing "virtual time" coverage of the second-half of the show with Styles vs. Sting », PWTorch, 18 octobre 2009 (consulté le 18 octobre 2009)
23. ↑  (en) Daniel Wilkenfeld, « Wilkenfeld's TNA impact report 10/29: Ongoing "virtual time" coverage of Spike TV broadcast », PWTorch, 29 octobre 2009 (consulté le 13 novembre 2009)
24. ↑  (en) Daniel Wilkenfeld, « Wilkenfeld's TNA impact report 11/12: Ongoing "virtual time" coverage of Spike TV broadcast », PWTorch, 12 novembre 2009 (consulté le 13 novembre 2009)
25. ↑  (en) Wade Keller, « Keller's TNA impact report 12/3: Dixie Carter interview, Raven & Stevie vs. Angle, Foley obsesses about Hogan, Kristal talks for Bobby », PWTorch, 3 décembre 2009 (consulté le 21 décembre 2009)
26. ↑  (en) James Caldwell, « Caldwell's TNA final resolution ppv report 12/20: Ongoing "virtual time" coverage of A.J. Styles vs. Daniels, Angle vs. Wolfe », PWTorch, 20 décembre 2009 (consulté le 21 décembre 2009)
27. ↑  (en) Wade Keller, « Keller's TNA impact live report 1/4: Jeff Hardy, NWO reunion, Hulk Hogan, TNA Knockout Title match, more surprises - ongoing coverage », PWTorch, 4 janvier 2010 (consulté le 6 janvier 2010)
28. ↑  (en) Daniel Wilkenfeld, « Wilkenfeld's TNA impact report 1/21: Ongoing "virtual time" coverage of Spike TV broadcast », PWTorch, 21 janvier 2010 (consulté le 26 janvier 2010)
29. ↑  (en) James Caldwell, « Caldwell's TNA impact report 2/11: Complete coverage of Spike TV show - final build-up to Against All Odds PPV », PWTorch, 11 février 2010 (consulté le 23 février 2010)
30. ↑  (en) James Caldwell, « Caldwell's TNA against all odds ppv report 2/14: Ongoing "virtual time" coverage of A.J. Styles vs. Samoa Joe, Nastys vs. 3D », PWTorch, 14 février 2010 (consulté le 23 février 2010)
31. ↑  (en) Daniel Wilkenfeld, « Wilkenfeld's TNA impact report 3/22: Ongoing "virtual time" coverage of Spike TV broadcast », PWTorch, 22 mars 2010 (consulté le 23 mars 2010)
32. ↑  (en) Adam Martin, « Note on Mick Foley's status with TNA », WrestleView, 24 mai 2010 (consulté le 26 août 2010)
33. ↑  (en) James Caldwell, « TNA News: TNA Impact TV taping "virtual-time coverage" for Thursday's episode », Pro Wrestling Torch, 12 juillet 2010 (consulté le 13 juillet 2010)
34. ↑  (en) Adam Martin, « Spoilers: TNA Impact for this Thursday », WrestleView, 13 juillet 2010 (consulté le 13 juillet 2010)
35. ↑  (en) Adam Martin, « Impact Results - 7/15/10 », WrestleView, 15 juillet 2010 (consulté le 16 juillet 2010)
36. ↑  (en) Daniel Wilkenfeld, « Wilkenfeld's TNA Impact report 7/22: Ongoing "virtual time" coverage of Spike TV broadcast », Pro Wrestling Torch, 22 juillet 2010 (consulté le 23 juillet 2010)
37. ↑  (en) James Caldwell, « Caldwell's TNA Hardcore Justice PPV results 8/8: Ongoing "virtual time" coverage of ECW-themed PPV headlined by RVD vs. Sabu », Pro Wrestling Torch, 8 août 2010 (consulté le 8 août 2010)
38. ↑  (en) Kevin Tomich, « TNA News: Spoilers - detailed Impact TV taping report for "Whole F'n Show" featuring new angle, MOTY candidate?, three title matches », Pro Wrestling Torch, 9 août 2010 (consulté le 12 août 2010)
39. ↑  (en) Matt Bishop, « TNA's 'The Whole F'n Show': Beer Money, Machine Guns put on match of year candidate; Fortune makes statement », Slam! Sports, Canadian Online Explorer, 12 août 2010 (consulté le 13 août 2010)
40. ↑  (en) Mick Foley, « Blog: Mick Foley's Latest Weekly Column », Total Nonstop Action Wrestling (consulté le 6 septembre 2010)
41. ↑  (en) James Caldwell, « Caldwell's TNA Impact report 10/7: Ongoing "virtual time" coverage of live Spike TV show - Foley vs. Flair, battle royal, Bound for Glory hype », Pro Wrestling Torch, 7 octobre 2010 (consulté le 7 octobre 2010)
42. ↑  (en) James Caldwell, « Caldwell's TNA Bound for Glory PPV results 10-10-10: Ongoing "virtual time" coverage of live PPV - Angle vs. Anderson vs. Hardy, "they" reveal », Pro Wrestling Torch, 10 octobre 2010 (consulté le 10 octobre 2010)
43. ↑  (en) Daniel Wilkenfeld, « WILKENFELD'S TNA IMPACT REPORT 12/23: Complete "virtual time" coverage of Spike TV broadcast », Pro Wrestling Torch, 23 décembre 2010 (consulté le 7 janvier 2011)
44. ↑  (en) Rick Rockwell, « Mick Foley comments on leaving TNA », examiner.com, 6 juin 2011 (consulté le 6 juin 2011)
45. ↑  (en) Larry Csonka, « Mick Foley Discusses a Possible WWE Return », sur 411mania, 25 août 2011 (consulté le 17 janvier 2016).
46. ↑  (en) Nick Tylwalk, « Raw: The Rock (and The Sock) return to electrify Boston », sur Slam! Wrestling, 14 novembre 2011 (consulté le 17 janvier 2016).
47. ↑  (en) « WWE Raw results, March 13, 2017: Triple H mangles Seth Rollins' knee, three weeks before WrestleMania », WWE,‎ 13 mars 2017 (lire en ligne, consulté le 13 septembre 2018)
48. ↑  (en) « WWE Raw results, March 20, 2017: Roman Reigns takes down The Undertaker, but not for long », WWE,‎ 20 mars 2017 (lire en ligne, consulté le 13 septembre 2018)
49. ↑  (en) « WWE Raw results, Sept. 10, 2018: Roman Reigns takes Braun Strowman to "Hell" », WWE,‎ 10 septembre 2018 (lire en ligne, consulté le 13 septembre 2018)
50. ↑  (en) Anthony Benigno, « Mick Foley walks with Elias and makes major announcement », WWE,‎ 10 septembre 2018 (lire en ligne, consulté le 13 septembre 2018)
51. ↑  (en) query.nytimes.com, « A Wrestler Who Prefers the Pen to the Pin » (consulté le 10 décembre 2010)
52. ↑  (en) Powell's Books, « Scooter: Synopses & Reviews » (consulté le 19 mars 2007)
53. ↑  (en) « Retro Review: Foley's Hardcore Diaries for the educated fan » (consulté le 10 décembre 2010)
54. ↑  (en) www.wrestleview.com, « Foley talks new film, book, Flair, Hogan and more » (consulté le 10 décembre 2010)
55. ↑  (en) « Contributions for 2008 », sur CampaignMoney.com (consulté le 15 novembre 2009)
56. ↑  (en) « Historique du WCW World Tag Team Championship », sur Solie (consulté le 19 septembre 2009)
57. ↑  (en) « Historique du TNA World Heavyweight Championship », sur Wrestling Titles (consulté le 19 septembre 2009)
58. ↑  (en) « Historique du TNA Legends Championship », sur Wrestling Titles (consulté le 19 septembre 2009)
59. ↑  (en) « Historique du WWF/E Championship », sur Pro-Wrestling Title Histories (consulté le 19 septembre 2009)
60. ↑  (en) « Historique du WWF Hardcore Championship », sur Pro-Wrestling Title Histories (consulté le 19 septembre 2009)
61. ↑  (en) « Historique du WWF World Tag Team Championship », sur Pro-Wrestling Title Histories (consulté le 19 septembre 2009)
62. ↑  (de) « Résultat Slammy Award 1997 », sur genickbruch.com (consulté le 19 septembre 2009)
63. ↑  (en) « Historique du ECW World Tag Team Championship », sur WWE (consulté le 19 septembre 2009)
64. ↑  (en) « Historique des titres du Extreme Mid–South Wrestling », sur midsouthwrestling.com (consulté le 19 septembre 2009)
65. ↑  (en) « Historique du IWA World Tag Team Championship », sur Solie (consulté le 19 septembre 2009)
66. ↑  (en) « Historique du NWL Heavyweight Championship », sur Solie (consulté le 19 septembre 2009)
67. ↑  (en) « Historique du OMW North American Heavyweight Championship », sur Pro-Wrestling Title Histories (consulté le 19 septembre 2009)
68. ↑  (en) « Historique du SCW Tag Team Championship », sur Solie (consulté le 19 septembre 2009)
69. ↑  (en) « Historique du USWA World Tag Team Championship », sur Pro-Wrestling Title Histories (consulté le 19 septembre 2009)
70. ↑  (en) « Historique du WCWA World Light Heavyweight Championship », sur Pro-Wrestling Title Histories (consulté le 19 septembre 2009)
71. ↑  (en) « Historique du WCWA World Tag Team Championship », sur Pro-Wrestling Title Histories (consulté le 19 septembre 2009)
72. ↑  (en) « Historique du CWA Tag Team Championship », sur Pro-Wrestling Title Histories (consulté le 19 septembre 2009)
73. 1 2  (en) « Wrestling Information Archive »(Archive.org • Wikiwix • Archive.is • Google • Que faire ?) (consulté le 24 mars 2013)
74. ↑  (en) « Wrestling Information Archive »(Archive.org • Wikiwix • Archive.is • Google • Que faire ?) (consulté le 24 mars 2013)
75. ↑  (en) « PWI 500 de 1991 », sur The Internet Wrestling Database (consulté le 11 décembre 2010)
76. ↑  (en) « PWI 500 de 199 », sur The Internet Wrestling Database (consulté le 11 décembre 2010)
77. ↑  (en) « PWI 500 de 1993 », sur The Internet Wrestling Database (consulté le 11 décembre 2010)
78. ↑  (en) « PWI 500 de 1994 », sur The Internet Wrestling Database (consulté le 11 décembre 2010)
79. ↑  (en) « PWI 500 de 1995 », sur The Internet Wrestling Database (consulté le 11 décembre 2010)
80. ↑  (en) « PWI 500 de 1996 », sur The Internet Wrestling Database (consulté le 11 décembre 2010)
81. ↑  (en) « PWI 500 de 1997 », sur The Internet Wrestling Database (consulté le 11 décembre 2010)
82. ↑  (en) « PWI 500 de 1998 », sur The Internet Wrestling Database (consulté le 11 décembre 2010)
83. ↑  (en) « PWI 500 de 1999 », sur The Internet Wrestling Database (consulté le 11 décembre 2010)
84. ↑  (en) « PWI 500 de 2006 », sur The Internet Wrestling Database (consulté le 11 décembre 2010)
85. ↑  (en) « PWI 500 de 2009 », sur The Internet Wrestling Database (consulté le 11 décembre 2010)
86. ↑  (de) « Observer: Bruiser Brody Memorial Award (Best Brawler) », sur genickbruch.com (consulté le 19 septembre 2009)
87. ↑  (de) « Observer: Best On Interviews », sur genickbruch.com (consulté le 19 septembre 2009)
88. ↑  (de) « Observer: Best Feud of the Year », sur genickbruch.com (consulté le 19 septembre 2009)
89. ↑  (de) « Observer: Readers Most Favorite Wrestler », sur genickbruch.com (consulté le 19 septembre 2009)